# Division 1 (Bélgica) 1999-2000
La Primera División de Bélgica 1999/00 fue la 97.ª temporada de la máxima competición futbolística en Bélgica.

## Tabla de posiciones
| Pos | Equipo                    | PJ | PG | PE | PP | GF | GC | Pts | DG  | Notas                                                 |
| --- | ------------------------- | -- | -- | -- | -- | -- | -- | --- | --- | ----------------------------------------------------- |
| 1   | R.S.C. Anderlecht         | 34 | 22 | 9  | 3  | 86 | 36 | 75  | +50 | Clasificado a la Liga de Campeones de la UEFA 2000-01 |
| 2   | Club Brugge               | 34 | 21 | 4  | 9  | 70 | 32 | 67  | +38 | Clasificado a la Copa de la UEFA 2000-01              |
| 3   | K.A.A. Gent               | 34 | 20 | 3  | 11 | 78 | 54 | 63  | +24 | Clasificado a la Copa de la UEFA 2000-01              |
| 4   | R.E. Mouscron             | 34 | 16 | 9  | 9  | 67 | 45 | 57  | +22 |                                                       |
| 5   | Standard Liège            | 34 | 18 | 2  | 14 | 66 | 52 | 56  | +14 | Clasificado a la Copa Intertoto de la UEFA 2000       |
| 6   | K.V.C. Westerlo           | 34 | 16 | 8  | 10 | 73 | 66 | 56  | +7  | Clasificado a la Copa Intertoto de la UEFA 2000       |
| 7   | K.F.C. Germinal Beerschot | 34 | 16 | 7  | 11 | 56 | 45 | 55  | +11 |                                                       |
| 8   | K.R.C. Genk               | 34 | 16 | 6  | 12 | 63 | 59 | 54  | +4  | Clasificado a la Copa de la UEFA 2000-01              |
| 9   | Lierse S.K.               | 34 | 15 | 7  | 12 | 65 | 47 | 52  | +18 | Clasificado a la Copa de la UEFA 2000-01              |
| 10  | Lokeren                   | 34 | 12 | 11 | 11 | 56 | 58 | 47  | -2  |                                                       |
| 11  | Y.R. K.V. Mechelen        | 34 | 12 | 5  | 17 | 47 | 77 | 41  | -30 |                                                       |
| 12  | K.S.C. Eendracht Aalst    | 34 | 11 | 4  | 19 | 53 | 72 | 37  | -19 |                                                       |
| 13  | K. Sint-Truidense V.V.    | 34 | 10 | 7  | 17 | 41 | 65 | 37  | -24 |                                                       |
| 14  | KRC Harelbeke             | 34 | 10 | 5  | 19 | 56 | 72 | 35  | -16 |                                                       |
| 15  | K.S.K. Beveren            | 34 | 9  | 8  | 17 | 51 | 69 | 35  | -18 |                                                       |
| 16  | R. Charleroi S.C.         | 34 | 7  | 10 | 17 | 42 | 62 | 31  | -20 |                                                       |
| 17  | K.F.C. Verbroedering Geel | 34 | 5  | 13 | 16 | 32 | 60 | 28  | -28 | Descenso a la Division II                             |
| 18  | K.F.C. Lommel S.K.        | 34 | 5  | 12 | 17 | 35 | 66 | 27  | -31 | Descenso a la Division II                             |

PJ = Partidos jugados; PG = Partidos ganados; PE = Partidos empatados; PP = Partidos perdidos; GF = Goles a favor; GC = Goles en contra; Pts = Puntos; DG = Diferencia de goles